# Living Doll
『Living Doll』（リヴィング・ドール）は、アメリカ合衆国のテレビシリーズ『バフィー 〜恋する十字架〜』のコミック。第8シーズンの第25作。
アメリカ合衆国のダークホースコミックス社から2009年5月6日にコミックとして発行された。その後、同年9月30日に発売のグラフィック・ノベル『Predators and Prey』に第5章として収録された。

## あらすじ
ドーンが突然失踪した。バフィーはドーンが近くに住む人形師のもとにいることを突き止める。ドーンは小型の人形に変身していた。そして、バフィーはドーンの度重なる変身がドーンの意思によるものと知る。

## 登場人物
バフィー・アン・サマーズ
バンパイア・スレイヤー。
ドーン・サマーズ
バフィーの妹。
ケニー
ファイア・スネイル。ドーンの親友で魔法使い。